# Yama (Todesgott)
Yama [ˈjɐ.ɱɐ] (anhörenⓘ) (Sanskrit यम Yama, in Indien auch: Yama-rāja (यमराज, dt. „König Yama“); in chinesischer Schreibung 閻羅王,  Yanluowang (Yánluó), kurz 閻, alternativ auch 閻魔, 閻羅王, 閻摩羅, 閻老; tibetisch gshin rje) verkörpert den hinduistischen Gott des Todes und den „Dharmaraja“, den Herrn des Dharma, der Rechtschaffenheit. Der Name Yama bedeutet Zwilling, in einigen Erzählungen erscheint Yama gemeinsam mit seiner Zwillingsschwester Yami.
Yama wird im japanischen als Enma bezeichnet, nach der japanischen Aussprache der chinesischen Schriftzeichen 閻魔,  Yanmo zur phonetischen Wiedergabe des Wortes Yama. Üblicher ist jedoch die sinngemäße Wiedergabe von Yama-rāja als Enma-ō (閻魔王, dt. „König Yama“), neben dessen phonetischer Wiedergabe Enma-raja (閻魔羅闍), sowie Enma-daiō (閻魔大王 anhörenⓘ, dt. „Großer König Yama“) für Sanskrit Yama-mahārāja. Kurzformen sind Enmara (閻魔羅), Enra-ō (閻羅王), und En (閻).
Für das Glaubensleben der Hindus spielt er kaum eine Rolle, die indische Mythologie dagegen kennt unzählige Geschichten, in denen er erscheint, um sein Opfer zu holen. Yama ist ursprünglich eine vedische Gottheit, die die Unterwelt regiert (und selbst noch nach Erleuchtung strebt). Leben und Tod sind in ihm (und seinem Palast) vereint. Besuchern der Unterwelt teilt Yama mit, welchen der fünf (sechs) Schicksalspfade er zu beschreiten hat, basierend auf seinem Karma, d. h. der Summe seiner guten und schlechten Taten.

## Hinduismus

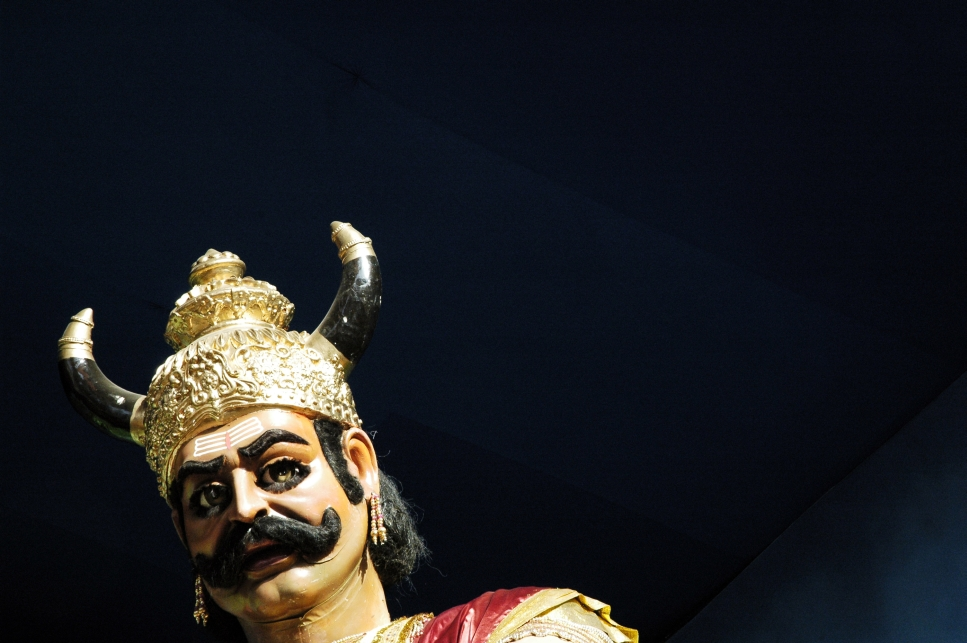
Indische Darstellung des Totengottes Yama

Yama, Sohn von Vivasvat, gilt als der erste Sterbliche, der in die himmlische Welt gelangte. Er weist den Menschen den Weg zu den Göttern. Die Ikonographie stellt ihn als reichgeschmückten König dar, meist von grüner Farbe, seltener schwarz, in rotem Gewand. Er trägt eine mächtige Keule sowie ein Seil mit sich, mit dem er seine Opfer einfängt und bindet, manchmal ein Schwert und einen Schild. Diese Attribute sind auch geistig zu deuten: Die Schlinge etwa bindet an den Kreislauf der Wiedergeburten, das Schwert wird in der Hindu-Literatur oft als „Schwert der Erkenntnis“ bezeichnet. Yamas charakteristisches Begleittier ist der schwarze Büffel (Mahisha), oft begleiten ihn zwei Hunde mit vier furchterregenden Augen und großen Nasenlöchern. Sie durchstreifen die Welt immer auf der Suche nach den Seelen der Toten. Der Büffel als vielschichtiges Symbol, etwa des geistigen Todes, der Unwissenheit und allen Übels, ist ein häufiges Motiv in hinduistischen Darstellungen.
In den Veden ist er der Gott der Toten und der Zeit (kala), sowie Gott und Herrscher der Unterwelt, bei dem die Geister der Verstorbenen wohnen. Er selbst war der Sohn der Sonne (Surya) sowie der Bruder des Manu und der Ashvins und Zwillingsbruder der Yami oder Yamuna. Sie werden im Rigveda als das erste Menschenpaar beschrieben. Sie gilt auch als seine Frau oder Geliebte. Gemeinsam werden sie manchmal in Yab-Yum-Pose dargestellt. Yama wollte in den Himmel zu den Göttern emporsteigen und wurde daher von den Göttern sterblich gemacht. In späterer brahmanischer Zeit ist Yama verheiratet mit Dhumorna („Rauchfahne“), die das Feuer bei der Leichenverbrennung symbolisiert. In späterer brahmanischer Mythologie ist er einer der acht Lokapālas, Wächter des Südens und Herrscher über das Yamadevaloka, dabei Richter über die Toten.
Entscheidet in der Philosophie die Folgen der Taten, Karma, als was ein Individuum wiedergeboren wird, tritt in der Mythologie Yama als Richter der Verstorbenen auf, belohnt und straft. Darum ist er auch „Dharmaraja“, Herr der Rechtschaffenheit und Gerechtigkeit. Sein Buchhalter und Diener ist Chitragupta, der über die guten und schlechten Taten der Menschen Buch führt und selbst als Totenrichter auftritt.
Eine der bekanntesten ist die Geschichte von Savitri, die den Tod überlisten und mit ihrer Weisheit und Reinheit den geliebten Gatten aus seiner Macht befreien konnte. Das Thema ähnelt sehr dem griechischen Orpheus in der Unterwelt, doch im Gegensatz zu diesem kann die Königstochter ihren Liebsten dem Tod wieder abtrotzen. Sie hatte den armen Prinzen Satyavan als Gatten gewählt, der aber nach einer Weissagung in genau einem Jahr sterben würde. Am vorherbestimmten Tag brach der Geliebte bei einem Spaziergang zusammen und Yama kam auf seinem Büffel herbei. Die Prinzessin folgte Yama und bat um das Leben von Satyavan. Doch die Antwort war deutlich: „Du darfst mich um alles bitten, nur nicht um sein Leben.“ Zwei Wünsche gewährte der Todesgott der Unglücklichen: Er machte ihren blinden Schwiegervater sehend und versprach männliche Nachkommen für ihren eigenen Vater. Dann verlangte Savitri, sie wolle Mutter werden von hundert Söhnen. Selbst das konnte Yama zusagen. Doch nun stellte sie die entscheidende Frage: „Wie kann ich Söhne haben, wenn mein Mann gestorben ist?“ Damit musste der Tod sich geschlagen geben und Satyavan öffnete seine Augen wie nach einem langen Schlaf.
In einer der wichtigsten Upanishaden, der Katha-Upanishad, ist Yama der Lehrende. Die Rahmenhandlung berichtet über Naciketas, den Sohn eines Brahmanen: Der Bub kommt zu Yama. Weil er ihn aber nicht antrifft muss er drei Tage und drei Nächte warten und Yama gewährt ihm als Entschädigung für seine Verletzung des Gastrechts drei Wünsche. Der Bub verlangt, das Geheimnis von Leben und Tod zu erfahren. Yama will ihn mit allerlei anderen verlockenden Vorschlägen ablenken, denn „… es ist schwer diese Wahrheit zu begreifen.“ Doch letztlich lässt er sich von der Ernsthaftigkeit des Buben überzeugen und lehrt ihn den Inhalt der Katha-Upanishad, von Atman und Brahman sowie vom Wesen des Todes und der Wiederkehr.

## China und Japan

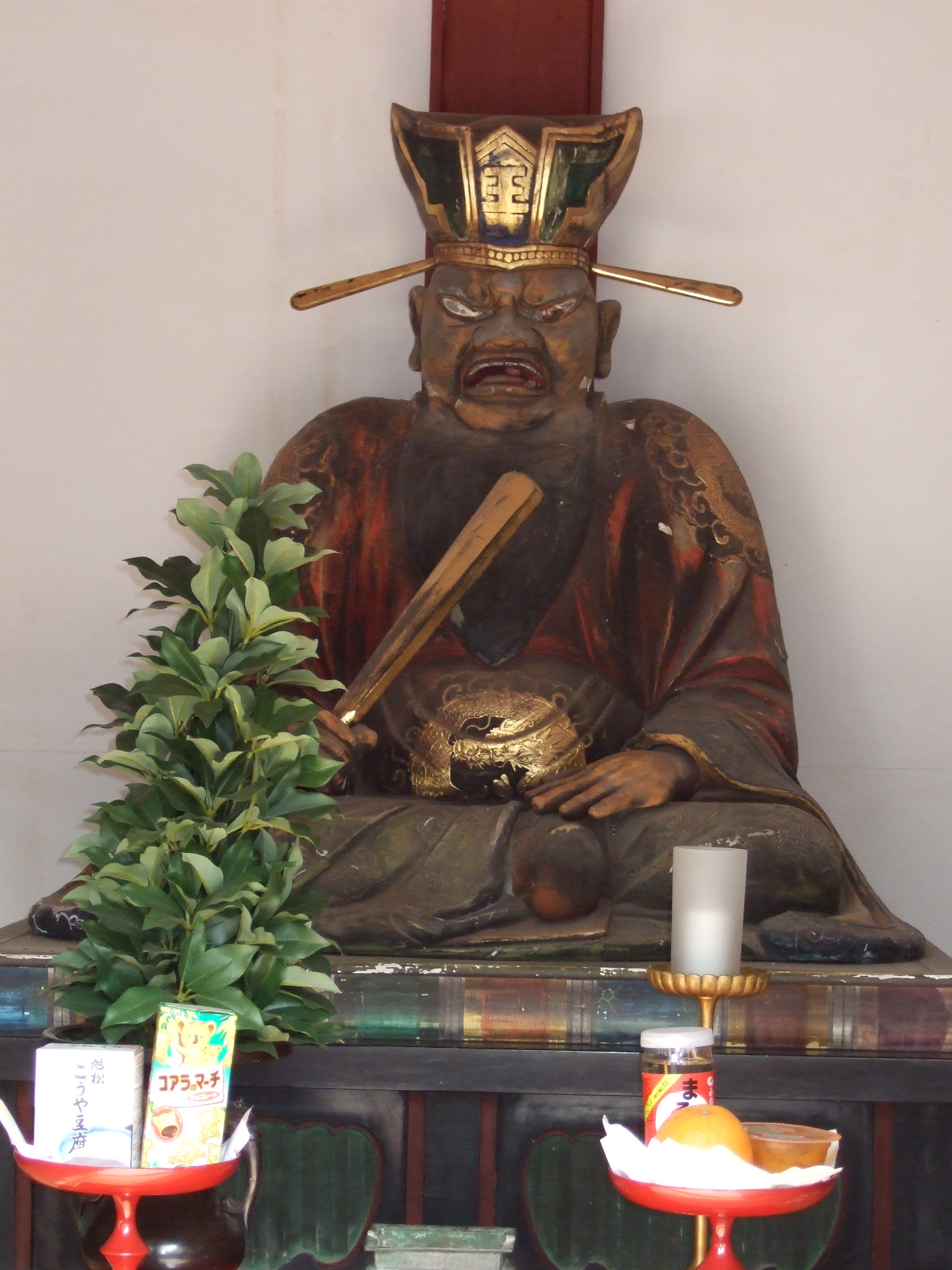
Japanische Schnitzerei

Das Bild von Yama als „Richter“ findet sich früh in chinesischer Literatur, z. B. im Ming pao chi (冥報 記) des Tang Lin (*600; 唐 臨). Er ist der einzige hinduistische Gott, der, in unveränderter Funktion, in die chinesische Mythologie übernommen wurde. Das Bildliche der Erzählungen ist deutlich dem Irdischen entnommen. Yama hat eine Schar von Boten (使鬼), die – wie auch er – selbst der Vergeltung bzw. Bestrafung unterliegend, in seinem Namen die Menschen herbescheiden. Ihr Atem ist für Menschen tödlich. Das über die Unterwelt Berichtete ist in den Einzelheiten sehr verschieden. Doch gewisse Züge kehren immer, bzw. häufig wieder: weit ist der Weg; fern und dunkel das Land; „wie wenn man im Nebel geht, ist es“; Boten stehen plötzlich da und holen den Geladenen mit sich fort; steil ist der Hang, tief und dunkel das Wasser. Endlich taucht das Amt auf. Riesig ist die Anlage: Tore und Mauern und fern wieder Tore und Mauern. Ort an Ort zeigt sich Qual, Strafe, Marter. Man wird vor den Richter geführt. Zittern ergreift die Seele. Oftmals geschieht es, dass der Richter fragt: „Was hast Du Gutes getan?“ und der Gerufene antwortet meist: „Arm und gering war mein Haus und Leben; einzig das Wort des Überirdischen Wissens ließ ich nicht ab zu singen.“ – „Vortrefflich, vortrefflich!“ ruft der Richter und seufzt tief auf in vor innerer Bewunderung und schickt die Gerufenen wieder ins Leben zurück. — Riesig ist der Betrieb. Aller angestrebten Genauigkeit zum Trotz, laufen bei solch großem Rechtsorganismus natürlich auch Versehen mitunter: mancher wird fälschlich herbestellt.
Vielleicht entwickelte sich zugleich mit der Erfahrung des riesigen, chinesischen Rechtsorganismus, der über Provinzen, Völker und Rassen hinwegreichte, das religiös-metaphysische Karma-Erlebnis. Nun haben in China Amt und Gericht es selten an Belobigungen, Ehrenpforten, öffentlichen Auszeichnungen fehlen lassen; allein ebenso dringt der Chinese, in vielem dem Römer verwandt, auf strenges Recht. Viele wahre und übertreibend-unwahre Geschichten sind darüber im Westen im Umlauf. Auch geht die natürliche Inklination des Rechts, vollends in alter Zeit, zum Strafrechte hin. Das „(von Hunden bewachte oder hundsmäßige) Erdgefängnis,“ wie die Hölle chinesisch-japanisch heißt ist vom „Amt“ schwer zu trennen (Dieses „Amt,“ von dem fast alle diesbezüglichen Erzählungen sprechen, wird zunächst gleichsam olympisch, vom chinesischen Olymp her gesehen). Wenn nun heute noch dem Europäer vor chinesischem Kerker graust, wenn der Anblick der Strafjustiz ihm Schaudern einflößt, wie mag das alles oftmals in alter Zeit gewesen sein! Von der Hölle war es zeitweise nicht viel verschieden. Und man erzählte davon!
Das buddhistische Konzept eines „Richters“ sowie von Paradies und Hölle war für Japan neu. Es kam jedoch schon mit den frühesten buddhistischen Lehren nach Japan. Enra ist aber kein „Richter“ im herkömmlichen Sinne, sondern lediglich der Walter des Gesetzes von (karmischer) Ursache und Wirkung, ohne das auch er nicht existiert. Buddhistische Höllen, die in acht Abstufungen existieren, sind immer nur Fegefeuer.
Schon in der um 800 entstandenen Sammlung des Nihon Ryōiki finden sich mehrere Legenden in denen Enra (oder Emma) eine Rolle spielt und Höllenqualen eindrucksvoll geschildert werden.
Ksitigarbha (jp.: Jizō Bosatsu) ein Bodhisattva – seit dem 4. Jahrhundert im Mahāyāna nachweisbar, aber anfangs nicht sehr populär – ist identisch mit Enra. Besonders, basierend auf den Lehren Eshin’s (= Genshin, 942-1017), wird er hauptsächlich, aber nicht ausschließlich innerhalb der Tendai- und Shingon-Schulen, mit einer jährlichen Jizō-Beichte verehrt.

## Tibetischer Buddhismus

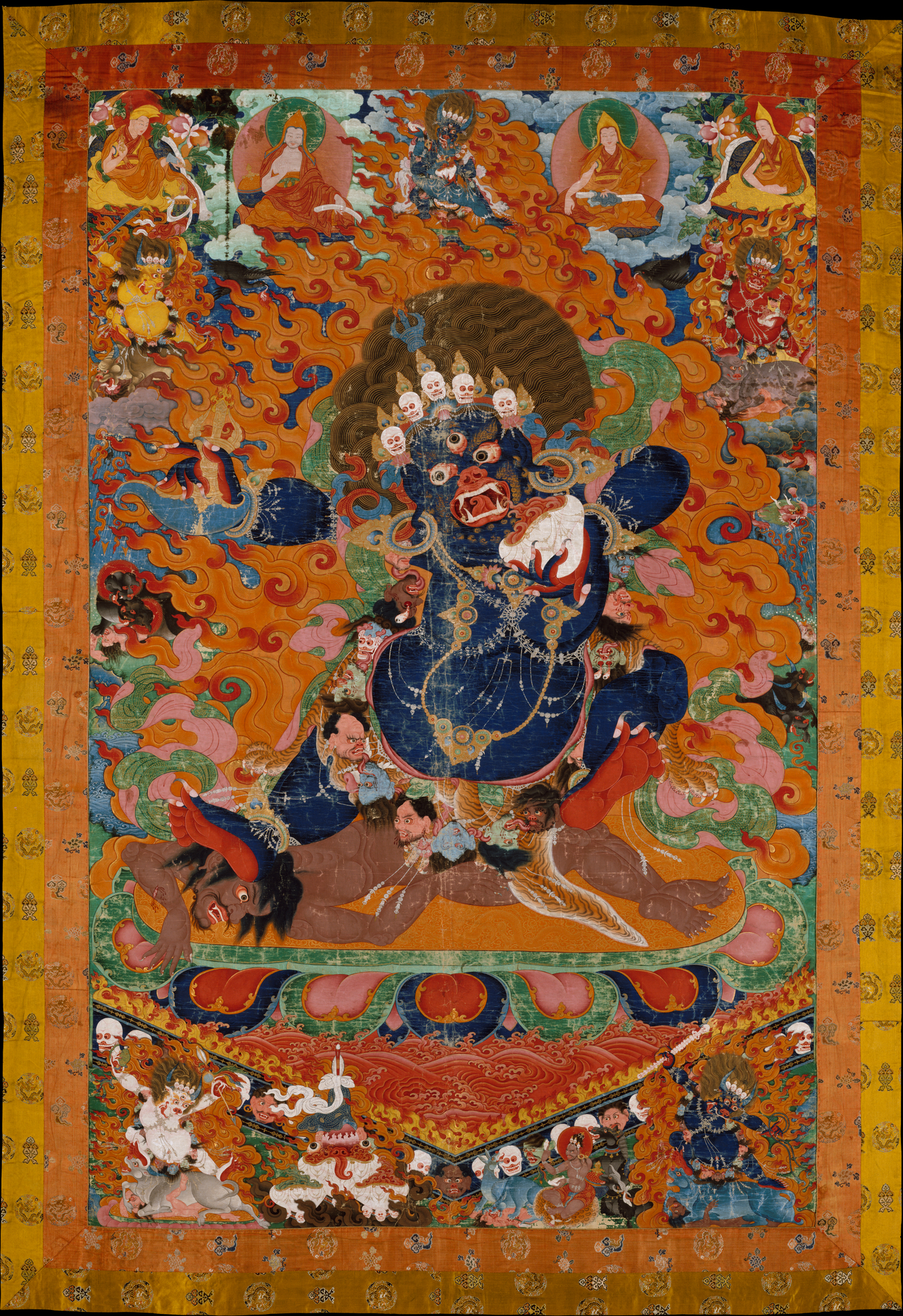
Yama in tibetischer Darstellung

Im tibetisch-buddhistischen Mythos hat der zornvolle Aspekt des Weisheits-Buddha Manjushri Yamantaka Yama unterworfen und ihn zu einem Beschützer des Dharma gemacht. Aufgrund der besonderen Beziehung Tsongkhapas zu Manjuschri ist er in der Gelug-Schule von großer Bedeutung. Seine Gefährtin ist Chamundi.
In der Kunst wird Yamantaka gewöhnlich auf einem Ochsen reitend oder stehend gezeigt, der auf Yama trampelt.